# Антипсихиатрия
Антипсихиатрия е общото название на разнородни идеи, организации и движения, които критикуват теорията и пракиката на съвременната психиатрия.
- Най-радикалните противници заявяват, че психичните заболявания не съществуват изобщо и това, което психиатрите наричат болест е всъщност социално неприемливо поведение. По този начин те виждат в лицето на психиатрията инструмент за контрол над обществеността.

- Други признават съществуването на психични заболявания, но са противници на принудителното лечение.

- Трети са против методите на лечение, които те намират за жестоки и нечовешки – така например електроконвулсивна терапия или медикаменти, които официално са класифицирани като наркотици.

Сциентологията например се обявява категорично против електроконвулсивната терапия и се бори против нарушаване на правото на децата да избират. Един от нейните видни представители, доктор Томас Шаш създава международната организация „Гражданска комисия по правата на човека“ през 1969 година, чиято главна цел е да следи за нарушаване на правата на човека по отношение на лечението на душевно болни.
За създател на понятието „антипсихиатрия“ се счита психиатърът от 60-те години на XX век Дейвид Купър, който имал интереси към окултното.
Антипсихиатрията отрича биологичната основа на психиката с мозъка. Това е не по-различно от Средновековието, когато са отричали биологичната основа на душата с тялото – т.е. душата се дава или отнема от Бог, като тя остава да живее и след смъртта на тялото; тялото е като приемник, а неприемливите поведения са се считали не за психични разстройства, а за обладаване от Дявола. Хората страдащи от психични разстройства през Средновековието са се отлъчвали от обществото – то не ги е приемало. Свещениците са мислили, че тези хора са обладани от демони и зли сили. Антипсихиатрите от XX – XI век твърдят, че демони няма, но и че не съществуват психични разстройства. Те сравняват ролята на свещеника с тази на психиатъра, а властта на Църквата и Инквизицията – с тази на Психиатрията.
Антипсихиатрията следвоенният период е повлияна от социалните науки за чернокожото население в САЩ и тяхната стигма. Така тя започва да вярва, че и шизофренията е продукт на социални процеси, подобни на идеите за расизмът тогава. Социалното отхвърляне на неприемливото поведение поставя етикет/диагноза на човека, така както е нарицателното „черен“ или „негър“. По този начин започва историята на заболяването. Според Томас Сас това е в изгода на психиатрите, като те са ангажирани в измислянето и производството на диагнози, стига това да им носи някакви ползи. Всичко това обаче противоречи на реалността на медико-биологичните и социални изследвания в науката. Според антипсихиатрите, затварянето на всички психиатрични заведения ще намали разходите по здравеопазване. Но в същото време, антипсихиатрите са изпреварени от реалността на психичните заболявания и невъзможността на страдащите да си осигурят лечение.